# Communauté d’agglomération Saint-Germain Boucles de Seine
Die Communauté d’agglomération Saint-Germain Boucles de Seine (CASGBS) ist ein französischer Gemeindeverband mit der Rechtsform einer Communauté d’agglomération in den Départements Yvelines und Val-d’Oise in der Region Île-de-France. Der Gemeindeverband wurde mit Wirkung vom 1. Januar 2016 gegründet und umfasst 19 Gemeinden. Der Verwaltungssitz befindet sich im Ort Saint-Germain-en-Laye. Die Besonderheit liegt in der Département-übergreifenden Struktur der Gemeinden.

## Historische Entwicklung
Der Gemeindeverband entstand mit Wirkung vom 1. Januar 2016 aus der Fusion der Vorgängerorganisationen 
- Communauté d’agglomération de la Boucle de la Seine,
- Communauté d’agglomération Saint-Germain Seine et Forêts und
- Communauté de communes Maisons-Mesnil

sowie Eintritt der Gemeinde Bezons, die zuvor der Communauté d’agglomération Argenteuil-Bezons angehört hatte.

## Mitgliedsgemeinden
| Gemeinde                                                  | Einwohner 1. Januar 2022 | Fläche km² | Dichte Einw./km² | Code INSEE | Postleitzahl | Département |
| --------------------------------------------------------- | ------------------------ | ---------- | ---------------- | ---------- | ------------ | ----------- |
| Aigremont                                                 | 1.082                    | 3,00       | 361              | 78007      | 78240        | Yvelines    |
| Bezons                                                    | 34.314                   | 4,16       | 8.249            | 95063      | 95870        | Val-d’Oise  |
| Carrières-sur-Seine                                       | 15.002                   | 5,02       | 2.988            | 78124      | 78420        | Yvelines    |
| Chambourcy                                                | 5.826                    | 7,87       | 740              | 78133      | 78240        | Yvelines    |
| Chatou                                                    | 30.054                   | 5,08       | 5.916            | 78146      | 78400        | Yvelines    |
| Croissy-sur-Seine                                         | 10.580                   | 3,44       | 3.076            | 78190      | 78290        | Yvelines    |
| Houilles                                                  | 33.617                   | 4,43       | 7.588            | 78311      | 78800        | Yvelines    |
| L’Étang-la-Ville                                          | 4.915                    | 5,38       | 914              | 78224      | 78620        | Yvelines    |
| Le Mesnil-le-Roi                                          | 6.340                    | 3,25       | 1.951            | 78396      | 78600        | Yvelines    |
| Le Pecq                                                   | 15.858                   | 2,84       | 5.584            | 78481      | 78230        | Yvelines    |
| Le Port-Marly                                             | 5.583                    | 1,44       | 3.877            | 78502      | 78560        | Yvelines    |
| Le Vésinet                                                | 15.712                   | 5,00       | 3.142            | 78650      | 78110        | Yvelines    |
| Louveciennes                                              | 7.744                    | 5,37       | 1.442            | 78350      | 78430        | Yvelines    |
| Maisons-Laffitte                                          | 22.855                   | 6,75       | 3.386            | 78358      | 78600        | Yvelines    |
| Mareil-Marly                                              | 3.984                    | 1,77       | 2.251            | 78367      | 78750        | Yvelines    |
| Marly-le-Roi                                              | 16.619                   | 6,54       | 2.541            | 78372      | 78160        | Yvelines    |
| Montesson                                                 | 14.606                   | 7,36       | 1.985            | 78418      | 78360        | Yvelines    |
| Saint-Germain-en-Laye                                     | 45.286                   | 51,94      | 872              | 78551      | 78100        | Yvelines    |
| Sartrouville                                              | 51.570                   | 8,46       | 6.096            | 78586      | 78500        | Yvelines    |
| Communauté d’agglomération Saint-Germain Boucles de Seine | 341.547                  | 139,10     | 2.455            | –          | –            | –           |